# The Moon & Antarctica
Albums de Modest Mouse
The Lonesome Crowded West
(1997) Good News For People Who Love Bad News
(2004)
The Moon & Antarctica est le troisième album du groupe américain Modest Mouse, paru le 13 juin 2000 chez Epic.
L'album reçoit des critiques positives au moment de sa sortie et se place à la cent-vingtième place du Billboard 200,.
Le titre de l'album est une référence à la scène d'ouverture du film Blade Runner, dans laquelle le personnage principal lit un journal sur lequel est inscrit "Farming the Oceans, the Moon and Antarctica" (en français : "Cultiver les océans, la lune et l'Antarctique").

## Liste des morceaux
Toutes les paroles sont écrites par Isaac Brock, toute la musique est composée par Modest Mouse.
| No  | Titre                       | Durée |
| --- | --------------------------- | ----- |
| 1.  | 3rd Planet                  | 4:00  |
| 2.  | Gravity Rides Everything    | 4:18  |
| 3.  | Dark Center of the Universe | 5:04  |
| 4.  | Perfect Disguise            | 2:43  |
| 5.  | Tiny Cities Made of Ashes   | 3:44  |
| 6.  | A Different City            | 3:10  |
| 7.  | The Cold Part               | 5:03  |
| 8.  | Alone Down There            | 2:23  |
| 9.  | The Stars Are Projectors    | 8:46  |
| 10. | Wild Packs of Family Dogs   | 1:45  |
| 11. | Paper Thin Walls            | 3:00  |
| 12. | I Came as a Rat             | 3:48  |
| 13. | Lives                       | 3:19  |
| 14. | Life Like Weeds             | 6:30  |
| 15. | What People Are Made Of     | 2:13  |

## Membres
- Isaac Brock – chant, guitare
- Eric Judy – guitare basse
- Jeremiah Green – batterie